# Alnesbourn
Alnesbourn is een verlaten nederzetting in het Engelse graafschap Suffolk. In het Domesday Book van 1086 wordt de plaats genoemd als 'Alvesbrunna'. Het landgoed zou in 1066 eigendom zijn geweest van de Andreaskerk van Alnesbourn, in 1086 was kroonvazal Roger van Poitou de leenheer. Met vier huishoudens en een belastingopbrengst van 1 geld was het een zeer klein bezit. Rond 1200 moet Albert de Neville er een kleine Augustijner priorij hebben gesticht. In de vijftiende eeuw werd de priorij geannexeerd door de Priorij van Woodbridge en in 1514 werd zij omschreven als een "ruïne". In 1870-82 werd Alnesbourn al een verlaten gehucht genoemd.
Delen van de priorij en de kerk zijn thans terug te vinden in de gebouwen van de 'Alnesbourne Priory Country Club' en zij vormen de hoofdreden voor de vermelding op de Britse monumentenlijst.

## Slag van 1010
Nabij Alnesbourn zou de Angelsaksische hertog Ulfcytel, een vazal van Ethelred II, in 1010 een gevoelige nederlaag hebben geleden tegen invallende Vikingen, hoewel deze slag ook dieper landinwaarts kan hebben plaatsgevonden.